# Гордость
Го́рдость — положительно окрашенная эмоция, отражающая положительную самооценку; наличие самоуважения, чувства собственного достоинства, собственной ценности. В переносном смысле «гордостью» может называться причина такой самооценки (например, «этот студент — гордость всего института»).
Существуют несколько близких к понятию «гордость» терминов, например: честь, тщеславие, гордыня.

## Гордость и гордыня
В христианстве гордыня считается первым грехом, появившимся во вселенной. Утверждается, что гордыня — это главный грех, первопричина всех остальных грехов.
Словарь В. Даля не делает различий между этими понятиями.
У В. Василенко, «Краткий религиозно-философский словарь» (1996), отмечается: «Восточная аскетика отождествляет гордость и гордыню, что отразилось в практике русского языка. В западной традиции гордость отличают от гордыни и трактуют в нравственно нейтральном или положительном смысле — как естественное чувство самоуважения, знание себе цены, как творческое дерзновение, как сознание усыновленности Богом».
У В. Василенко также отмечается, что в античной мысли Гордость (греч. hybris) — «дерзостный выход за пределы, определяемые судьбой».
У Геродота перс Артабан говорит Ксерксу: «Ты видишь, что Бог поражает молнией выдающиеся величиной и силой живые существа, стараясь их уничтожить, малых же он не замечает. Ты видишь, как он поражает своими молниями всегда самые высокие сооружения и деревья: любит ведь бог все выдающееся смирять».
В «Путешествии из Петербурга в Москву» это слово синонимично надменности, гордыне, тщеславию, на то, что оно одного происхождения с гордыней, указывает слово «горе́», означающее «вверх» (середина главы «Хотилов»).